# Citroën Belphégor
Pour les articles homonymes, voir Belphégor.
Les Citroën 350-850 séries N et P dits « Belphégor » sont des camions fabriqués par Citroën à Aubervilliers.
Avec le 350, concurrencé par le Renault Super Galion SG, la marque adopte la cabine avancée.

## Historique
Les camions 350 à 600 sont lancés en octobre 1965. La gamme s'établit de 3,5 T à 8 T. 
Ils succèdent à l'U23 et au Type 55. Dessinés par Flaminio Bertoni et Robert Opron, la forme étrange de leur cabines avec des hublots de chaque côté à l'avant, est à l'origine de leur surnom de « Belphégor », en raison de la ressemblance avec le personnage du feuilleton télévisé Belphégor joué par Juliette Gréco et Isaac Alvarez.
En juin 1967, Citroën rachète Berliet qui désormais fabriquera les camions Citroën à Vénissieux. À partir de 1969, le « Belphégor » est progressivement remplacé par le Berliet Dauphin K.

## Modèles
- 4 cylindres :
  - 350 : P.T.C. 5 990 t.
  - 370 : P.T.C. 6 250 t.
  - 450 remplaçant le 350 en 1968 : P.T.C. 6 990 t.
  - 480 : P.T.C. 7 400 t.
- 6 cylindres : 
  - 600 : P.T.C. 10 300 t.
  - 700 remplaçant le 600 en 1966 : P.T.C. 11 990 t.
  - 800 : P.T.C. 10 990 t.
  - 700 tracteur : P.T.R. 18 950 t.
  - 850 spécial citerne : P.T.C. 12 400 t.

Les rares versions « Club » possèdent une bande latérale de couleur.

## Motorisation
| Type           | Sur châssis                  | Nombre de cylindres | Cylindrée (litre) | Puissance (ch) | Rapport volumétrique | Alésage et course |
| -------------- | ---------------------------- | ------------------- | ----------------- | -------------- | -------------------- | ----------------- |
| Essence        | 350-370-450                  | 4                   | 2,176             | 82             | 8                    | 90 × 85,5         |
| Diesel Perkins | 350-370-450-480              | 4                   | 3,860             | 80             | 16                   | 98,4 × 127        |
| Diesel M.A.N.  | 450-480                      | 4                   | 4,690             | 96             | 17                   | 108 × 128         |
| Essence        | 600-700-800-850-tracteur 700 | 6                   | 5,183             | 118 / 134      | 6,9                  | 100 × 110         |
| Diesel         | 600-700-800-850-tracteur 700 | 6                   | 5,607             | 103 / 108      | 19                   | 104 × 110         |

## Boîte de vitesses
| Type de boîte                | 1re   | 2e    | 3e    | 4e    | 5e | AR    |
| ---------------------------- | ----- | ----- | ----- | ----- | -- | ----- |
| 350-370-450 boîte 25 %       | 0,166 | 0,335 | 0,617 | 1     |    | 0,145 |
| 350-370-450 boîte 30 %       | 0,135 | 0,289 | 0,617 | 1     |    | 0,145 |
| 600-700-800-850-tracteur 700 | 0,136 | 0,238 | 0,392 | 0,659 | 1  | 0,139 |

La boîte dite « 30 % » permet d'effectuer des travaux exceptionnels : carrières, chantiers, etc.
La boîte de vitesses peut recevoir une prise de force pour entrainer et animer treuils, bennes, chargeurs, servitudes hydrauliques.

## Freinage

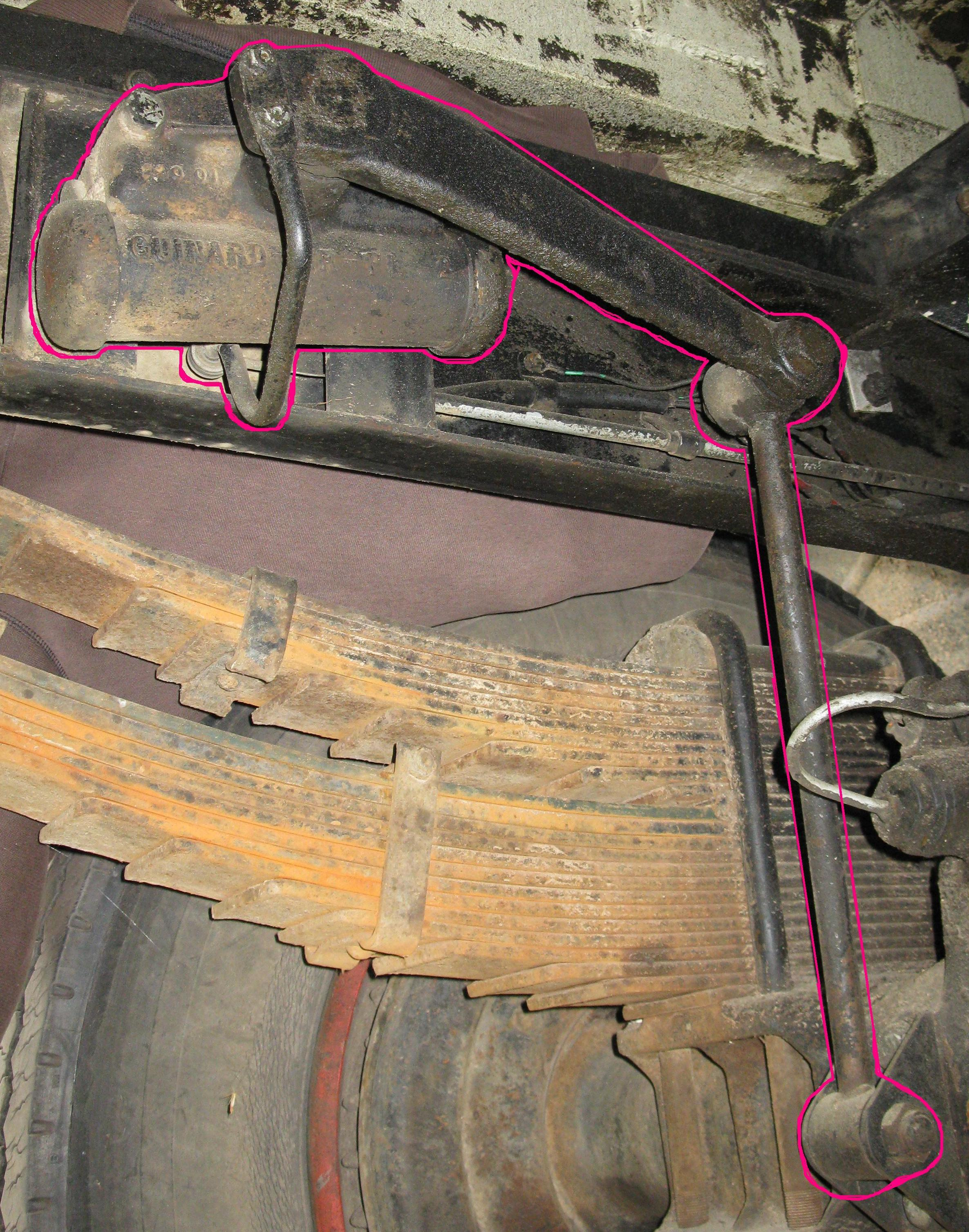
Vue d’un amortisseur AR à levier et sa biellette de liaison à l’essieu. Une plus petite biellette part de la base du levier de l’amortisseur. Elle rejoint le répartiteur de freinage sous les pieds du conducteur afin de modifier, en fonction de la charge, la répartition AV/AR du freinage.

Le freinage est assuré par un système hydraulique à haute pression du même type que celui des DS avec deux circuits indépendants. Un système mécanique répartit le freinage entre les essieux avant et arrière en fonction de la répartition des charges. Le frein de parking est un levier à cliquet. En outre, on dispose d'un voyant d'usure de garniture de frein sur le tableau de bord.